# Ciliata (geslacht)
Ciliata is een geslacht van straalvinnige vissen uit de familie van kwabalen (Lotidae). Het geslacht is voor het eerst wetenschappelijk beschreven in 1832 door Couch.

## Soorten
- Ciliata mustela (Linnaeus, 1758) – Vijfdradige meun
- Ciliata septentrionalis (Collett, 1875) – Noorse meun
- Ciliata tchangi Li, 1994